# Thomas VDB
Pour les articles homonymes, voir VDB et Vandenberghe.
Thomas VDB, de son vrai nom Thomas Vandenberghe, est un comédien et journaliste français, né le 1er mars 1977 à Abbeville (Somme).
Ancien élève au conservatoire de Tours, grand fan de musique, il est surtout comédien. Journaliste dans la presse musicale pendant sept ans, il a notamment été rédacteur en chef du magazine Rock Sound. Il est désormais comédien, chroniqueur radio et humoriste.

## Biographie
Après une enfance en Normandie, Thomas VDB, nom de scène de Thomas Vandenberghe, passe son adolescence en Touraine à Beaumont-en-Véron près de Chinon et suit une formation de deux ans au conservatoire de Tours tout en jouant au sein du groupe de rock local Libido.
Journaliste dans la presse musicale de 1999 à 2005, il a été rédacteur en chef du magazine Rock Sound. En 2005, il arrête le journalisme pour écrire son premier spectacle, En rock et en roll dans lequel il raconte sa vie de fan de rock et son métier de journaliste de rock. Puis en 2007, il anime le Rock Radio Show sur le Mouv'.
En 2009, il tient une chronique régulière dans l’émission radio Le Fou du roi animée par Stéphane Bern sur France Inter[réf. souhaitée].
En 2011, il écrit le documentaire Hellfest, le métal expliqué à ma mère. Il a aussi collaboré avec Golden Moustache et le Palmashow[réf. souhaitée]. À partir du 5 janvier 2011, il est en scène et interprète au théâtre du Point-Virgule à Paris son spectacle Presque célèbre, dans lequel il parle avec humour de sa pseudo-célébrité et de tout ce que ça lui apporte[réf. souhaitée]. De septembre 2011 à janvier 2013, il présente le magazine musical Planète Musique Mag, rebaptisé Hebdo Musique Mag, tous les samedis sur France 2[réf. souhaitée].
En 2012, il apparaît dans l'épisode 72 de Quand on fait un conseil de classe de Very Bad Blagues. En juillet 2012, il présente l'émission J'ai toujours rêvé d'être un DJ sur l'antenne de France Inter, du lundi au vendredi, de 15 h à 16 h. À partir de la rentrée 2012, il tient une chronique régulière dans On va tous y passer, l’émission radio de Frédéric Lopez sur France Inter. En décembre 2012, il fait une apparition dans un sketch de Palmashow l'émission intitulé Quand ils marchent sur la lune[réf. souhaitée].
Il interprète le personnage d'Helmut durant les trois saisons de la série Lazy Company de Samuel Bodin et Alexandre Philip, de 2013 à 2015. En 2013, dans son spectacle Thomas VDB chante Daft Punk, il prétend avoir décidé d'arrêter l'humour pour se lancer dans la musique, plus particulièrement la French Touch[réf. souhaitée]. Le 19 janvier 2013, il fait la première partie de Airnadette pour leur Comédie Musiculte à l'Olympia[réf. souhaitée].

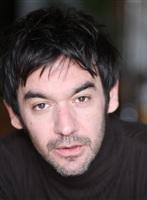
Thomas VDB en 2014.

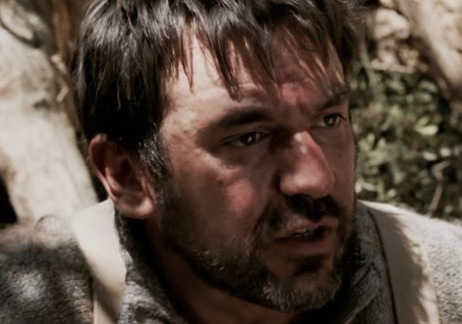
Thomas VDB dans Les Francis

En 2014, il joue dans le film de Fabrice Begotti, Les Francis aux côtés de Medi Sadoun, Lannick Gautry, Cyril Guei, Jenifer, Claudia Cardinale et Jacques Dutronc[réf. souhaitée]. Depuis septembre 2014, il présente sur France Inter dans l'émission de Charline Vanhoenacker et Alex Vizorek, Si tu écoutes, j'annule tout, sa chronique « Actualizik », qui mêle actualité et musique, en général le lundi, vers 17 h 20.
En 2016, il participe à une chronique en compagnie de Mathieu Madénian dans l'émission AcTualiTy (présentée par Thomas Thouroude) et apparaît dans la série télévisée Dead Landes. En mars 2017, lui et Madénian sont prévus dans une pastille humoristique qui reprend leur sketches d’AcTualiTy, tous les jours après le journal de 20 h de France 2, mais sont déprogrammés 2 heures avant la diffusion du premier épisode, car non validés par Delphine Ernotte, la patronne de France Télévisions,,. La pastille est finalement reprise sur W9 (groupe M6) à partir du 27 mars, du lundi au vendredi.
En 2017, il participe à l'album Enfantillages 3 d'Aldebert sur le titre Hyperactif (album sorti le 22 septembre 2017).
En décembre 2018, il enregistre son spectacle Bon chienchien à la Cigale.
En janvier 2019, il intègre l'équipe de l'émission Quotidien où il anime pendant une saison une chronique hebdomadaire humoristique.
En septembre 2020, il revient sur scène avec un nouveau spectacle intitulé Thomas VDB s'acclimate (en tournée et à l'Européen à Paris à partir du 14 janvier 2021).
Le 13 octobre 2021, il publie son premier livre, Comedian Rhapsody, aux éditions Flammarion. Il s'agit d'un récit autobiographique détaillant sa passion pour la musique ainsi que ses différentes obsessions. Libération parle d'un livre « drôle et touchant». Il annonce la préparation d'un second livre sur ses échecs.
Parallèlement à sa carrière d'humoriste, il se consacre de plus en plus au cinéma. Il tourne dans de nombreuses comédies Astérix et Obélix : L'Empire du milieu (2023), Jamais sans mon psy (2024), Joli Joli (2024), mais aussi dans des films plus sérieux. En 2024, il est ainsi à l'affiche du film Une affaire de principe d'Antoine Raimbault avec Bouli Lanners et Céleste Brunnquell dans lequel il campe un assistant parlementaire «un peu blasé mais pas usé».
En juin 2024, il annonce sa démission de France Inter en soutien à Guillaume Meurice à la suite de son licenciement pour faute grave. En septembre 2024, il rejoint la nouvelle émission de Guillaume Meurice La Dernière sur Radio Nova.

## Vie privée
Il est le compagnon d'Audrey Vernon, comédienne, avec qui il a deux enfants.
En 2021, il déclare dans l'émission Par Jupiter ! sur France Inter qu'il vient d'apprendre que l'homme politique Laurent Wauquiez est son cousin issu de germain (son grand-père était le frère de la grand-mère de Laurent Wauquiez).

## Filmographie

### Cinéma
- 2005 : Le Démon de midi de Marie-Pascale Osterrieth : un passant
- 2014 : Les Francis de Fabrice Begotti : Seb
- 2015 : Les Dissociés de Raphaël Descraques : Serge G.
- 2016 : Bienvenue à Marly-Gomont de Julien Rambaldi : Dédé
- 2016 : Brice 3 de James Huth : un pêcheur
- 2016 : La Folle Histoire de Max et Léon de Jonathan Barré : soldat idiot
- 2017 : La Colle d'Alexandre Castagnetti : M. Dugon, le surveillant de la colle
- 2017 : Santa et Cie d'Alain Chabat : le dealer de bonne humeur
- 2018 : La Ch'tite Famille de Dany Boon : le paparazzi
- 2019 : Premier de la classe de Stéphane Ben Lahcene : Tonio
- 2019 : Quand on crie au loup de Marilou Berry : Jasper
- 2019 : Play de Anthony Marciano : Jean-Phi
- 2020 : Les Cobayes d'Emmanuel Poulain-Arnaud : Yannick
- 2021 : Zaï zaï zaï zaï de François Desagnat : policier chien
- 2022 : En même temps de Benoit Delépine et Gustave Kervern : le vétérinaire
- 2023 : Astérix et Obélix : L'Empire du Milieu de Guillaume Canet : Sinus
- 2023 : Un homme heureux  de Tristan Séguéla : le charcutier
- 2023 : Bonne Conduite de Jonathan Barré : Élouan
- 2024 : Une affaire de principe  d'Antoine Raimbault : Fabrice
- 2024 : Jamais sans mon psy d'Arnaud Lemort : Marius
- 2024 : Joli Joli de Diastème : L'huissier
- 2025 : Anges & Cie  de Vladimir Rodionov : Démarcheur gare
- 2025 : Kaamelott : Deuxième volet partie 1 d’Alexandre Astier : Goffanan
- 2025 : Regarde d'Emmanuel Poulain-Arnaud : Peyo

### Télévision
- 2009 : Inside Jamel Comedy Club (épisode 2) : le journaliste de métal
- 2010 : Profilage de Fanny Robert et Sophie Lebarbier
- 2011 : Hellfest, le métal expliqué à ma mère (documentaire)[16]
- 2013 : Lazy Company de Samuel Bodin et Alexandre Philip
- 2014 : Tuto sur Canal+ (épisode La Veilleuse avec Jérôme Niel)
- 2015 : Intrusion : Benoît
- 2015 : Ma pire angoisse (épisode Le Rival)
- 2015 : Reboot : Patrick
- 2016 : Accusé (épisode L'histoire de Chloé) : Yohann
- 2016 : Dead Landes de François Descraques et François Uzan : Michel
- 2016 : Chefs (série télévisée) : le capitaine de police
- 2017 : Paris, etc. de Zabou Breitman : Loïc Medrani, le moniteur d'auto-école
- 2019 : Un avion sans elle de Jean-Marc Rudnicki : Pelletier
- 2019 : Scènes de ménages, prime La Ch'tite Compèt' : le moniteur de paintball
- 2020 : Jusqu'à l'aube, saison 1 épisode 5 : Les Amants damnés : lui-même
- 2020 à 2023 : Alexandra Ehle, 6 épisodes : Samuel
- 2020 : Claire Andrieux de Olivier Jahan : Bruno
- 2021 : Saison 3 des Petits Meurtres d'Agatha Christie, épisode 4 Mourir sur scène : Rico
- 2022 : Le Monde de demain

### Courts métrages
- 2012 : Ma mère, cette étrangère de Sahra Daugreilh : le badaud
- 2014 : La Police de l'humour d'Adrien Ménielle (Golden Moustache)
- 2018 : Surfe de Hotu : Le père de Jordan

### Web-séries
- 2017 : Loulou, épisode 7 Vercingétorix

## Spectacles en solo (seuls en scène)
- En Rock et en Roll (2006)
- Presque célèbre (2010)
- Thomas VDB chante Daft Punk (2013)
- Bon chienchien (2018)
- Thomas VDB s'acclimate (2020)

## Discographie
- 2017 : Duo avec Aldebert sur l'album Enfantillages 3 (Hyperactif)[17]
- 2022 : Trio avec Les Ogres de Barback et Ariane Ascaride sur l'album Pitt Ocha et le vélo à propulsion phonique

## Publication
- Comedian rhapsodie, Flammarion,  (ISBN 9782080263704), 2021[18].

## Radio
- Depuis septembre 2014 : chroniqueur sur France Inter dans l'émission quotidienne Si tu écoutes, j'annule tout, renommée en Par Jupiter ! en 2017, puis en "C'est encore nous!" en 2022.

- Depuis juillet 2022, animateur sur France Inter dans l’émission musicale humoristique "Qui veut gagner la flûte à bec", le but du jeu étant de répondre à différentes questions tout en jouant avec des célébrités d’une façon ludique en faisant référence à des anecdotes dans l’histoire de la musique.

## Podcast
- 2016-2018: Nostalgie 2050/retro 2050. L'émission pour les hipsters séniors ! (Deezer).

## Émissions de télévision
- 2016 : Le Message de Madénian et VDB, chronique avec Mathieu Madénian dans AcTualiTy (France 2).
- 2017 : Le Message de Madénian et VDB, chronique avec Mathieu Madénian (W9)[19].
- 2019 : Thomas VDB, chronique de décorticage de l'actualité tous les lundis dans Quotidien (TMC)[20].